# Adam Rippon
Adam Rippon (Scranton, 11 novembre 1989) è un ex pattinatore artistico su ghiaccio statunitense medaglia di bronzo nella gara a squadre alle Olimpiadi di Pyeongchang 2018.

## Biografia
Rippon ha cominciato a pattinare all'età di dieci anni. Campione mondiale juniores per due volte consecutive nel 2008 e nel 2009, al suo debutto senior vince i Campionati dei Quattro continenti di Jeonju 2009.
Con all'attivo già due secondi posti ottenuti ai campionati nazionali statunitensi, il 2 ottobre 2015 fa il proprio coming out dichiarando di essere gay. Tre mesi più tardi vince il suo primo titolo statunitense.
In occasione della sua partecipazione ai Giochi olimpici di Pyeongchang 2018 Adam Rippon è diventato il primo atleta statunitense apertamente gay a qualificarsi a una Olimpiade invernale. Solleva una polemica non presentandosi insieme agli altri atleti all'incontro con Mike Pence, vicepresidente degli Stati Uniti e capo delegazione per la cerimonia d'apertura, manifestando il proprio dissenso per le politiche a suo dire anti gay attuate da quest'ultimo. Partecipa alla gara a squadre pattinando nel programma libero e con il suo 3º posto contribuisce alla medaglia di bronzo vinta dalla squadra statunitense. Nel singolo giunge in decima posizione.
Dopo le Olimpiadi assieme alla danzatrice Jenna Johnson partecipa al programma televisivo statunitense Dancing with the stars, arrivando al primo posto.

## Allenamento e tecnica
Rippon esegue il triplo Lutz con entrambe le braccia sopra la testa, tanto che il salto viene spesso chiamato "Rippon Lutz", ed è in grado di eseguire la combinazione di triplo Lutz, doppio Toe-loop e doppio Loop con una mano sopra la testa in tutti e tre i salti.
Dal febbraio del 2007 si è allenato con Nikolai Morozov ad Hackensack, nel New Jersey. Nel dicembre del 2008 si è spostato a Toronto, in Canada, allenandosi al Toronto Cricket, Skating & Curling Club con Brian Orser e Ghislain Briand. Nel 2011 ha cambiato nuovamente allenatore, trasferendosi da Jason Dungjen a Bloomfield Hills, nel Michigan, e dal 2012 si è allenato con Rafael Arutyunyan in California, presso cui si allenavano anche i connazionali Nathan Chen e Vincent Zhou.

## Palmarès
GP: Grand Prix; CS: Challenger Series; JGP: Junior Grand Prix

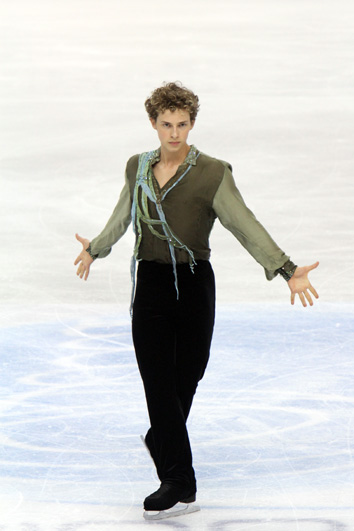
Rippon pattina sulle musiche del film Il gabbiano Jonhatan ai campionati mondiali del 2010.

### Dalla stagione 2009–2010 alla stagione 2017-2018

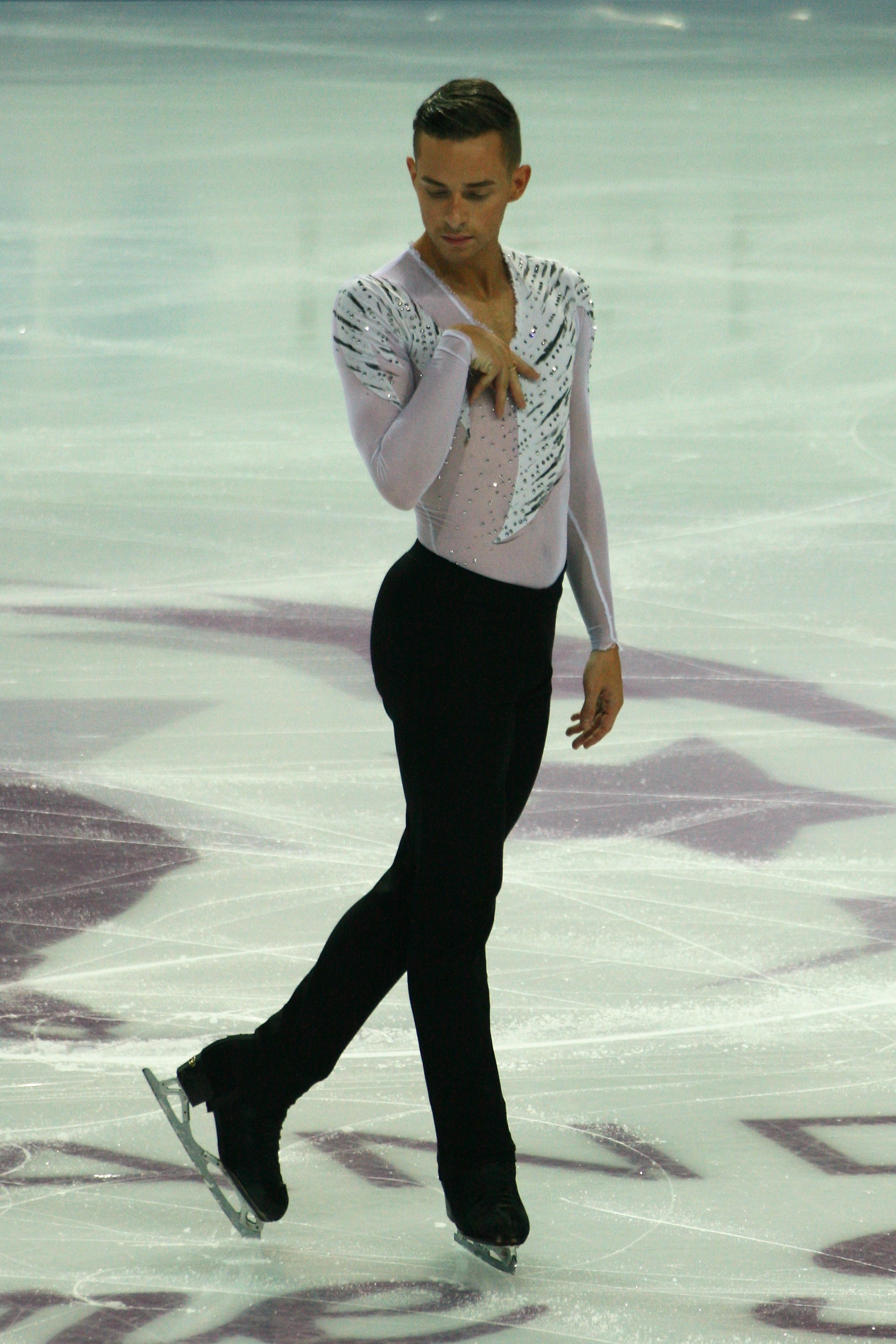
Adam Rippon pattina il suo programma libero alla finale del Grand Prix di pattinaggio di figura 2016-17.

| Internazionali | Internazionali | Internazionali | Internazionali | Internazionali | Internazionali | Internazionali | Internazionali | Internazionali | Internazionali |
| Evento | 2009–10        | 2010–11        | 2011–12        | 2012–13        | 2013–14        | 2014–15        | 2015–16        | 2016–17        | 2017–18        |
| --- | -------------- | -------------- | -------------- | -------------- | -------------- | -------------- | -------------- | -------------- | -------------- |
| Giochi olimpici invernali                                                                                                  |                |                |                |                |                |                |                |                | 10°            |
| Campionati mondiali | 6°             |                | 13°            |                |                | 8°             | 6°             |                | R              |
| Quattro continenti | 1°             | 5°             | 4°             | R              | 8°             | 10°            |                |                |                |
| GP Final |                |                |                |                |                |                |                | 6°             | 5°             |
| GP Skate America |                | 4°             |                |                | 2°             |                |                | 3°             | 2°             |
| GP Skate Canada |                | 3°             | 4°             |                |                | 10°            | 4°             |                |                |
| GP Cup of China |                |                |                | 4°             |                |                |                |                |                |
| GP Rostelecom Cup |                |                |                |                |                |                | 4°             |                |                |
| GP Trophée Eric Bompard | 3°             |                | 4°             |                |                | 5°             |                | 3°             |                |
| GP NHK Trophy | 6°             |                |                | 8°             | 4°             |                |                |                | 2°             |
| CS Finlandia Trophy |                |                |                |                |                | 2°             | 2°             |                | 3°             |
| CS Golden Spin |                |                |                |                |                |                | 2°             |                |                |
| CS U.S. Classic |                |                |                |                |                |                |                | 3°             |                |
| Egna Spring Trophy |                |                |                | 2°             |                |                |                |                |                |
| Nazionali |                |                |                |                |                |                |                |                |                |
| Campionato statunitense | 5°             | 5°             | 2°             | 5°             | 8°             | 2°             | 1°             | R              | 4°             |
| Eventi a squadre |                |                |                |                |                |                |                |                |                |
| Giochi olimpici invernali                                                                                                  |                |                |                |                |                |                |                |                | 3° S 3° P      |
| Team Challenge Cup |                |                |                |                |                |                | 1° S 3° P      |                |                |
| Japan Open |                | 2° S 1° P      |                |                |                |                |                | 3° S 5° P      |                |
| World Team Trophy |                |                | 2° S 7° P      |                |                |                |                |                |                |
| R = Ritirato S = Risultato della squadra; P = Risultato personale. Medaglie assegnate solo per il risultato della squadra. |                |                |                |                |                |                |                |                |                |

### Dalla stagione 2004–2005 alla stagione 2008–2009
| Internazionali                               | Internazionali | Internazionali | Internazionali | Internazionali | Internazionali |
| Evento                                       | 2004-05        | 2005–06        | 2006–07        | 2007–08        | 2008–09        |
| -------------------------------------------- | -------------- | -------------- | -------------- | -------------- | -------------- |
| GP Rostelecom Cup                            |                |                |                |                | 5°             |
| GP Skate America                             |                |                |                |                | 8°             |
| Internazionali: Junior                       |                |                |                |                |                |
| Campionati mondiali                          |                |                |                | 1°             | 1°             |
| JGP Final                                    |                |                |                | 1°             |                |
| JGP Bulgaria                                 |                |                |                | 2°             |                |
| JGP Croazia                                  |                | 6°             |                |                |                |
| JGP Romania                                  |                |                |                | 1°             |                |
| Triglav Trophy                               | 1st J          |                |                |                |                |
| Nazionali                                    |                |                |                |                |                |
| Campionato statunitense                      | 2° N           | 11° J          | 6° J           | 1° J           | 7°             |
| R = Ritirato Livello: N = Novice; J = Junior |                |                |                |                |                |